# Kennelbach
Kennelbach est une commune autrichienne du district de Brégence dans le Vorarlberg.